# Martell de geòleg

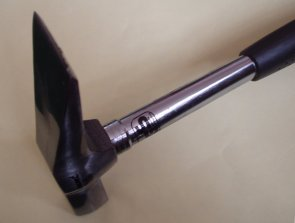
Martell de geòleg amb mànec tubular

Martell de geòleg, martell per a roques o pic de geòleg és un tipus de martell usat per dividir i trencar roques semblant en el seu ús al martell de paleta. En el camp de la geologia, s'utilitza per obtenir una superfície fresca d'una roca amb la finalitat de determinar la seva composició, la seva naturalesa, la mineralogia, la seva història i el camp d'estimació de la resistència de la roca. Els martells de geòleg s'utilitzen de vegades per prendre l'escala en una fotografia. El geòleg necessita un martell especial, ja que ha de tractar materials de gran tenacitat i resistència, com les roques.

## Forma

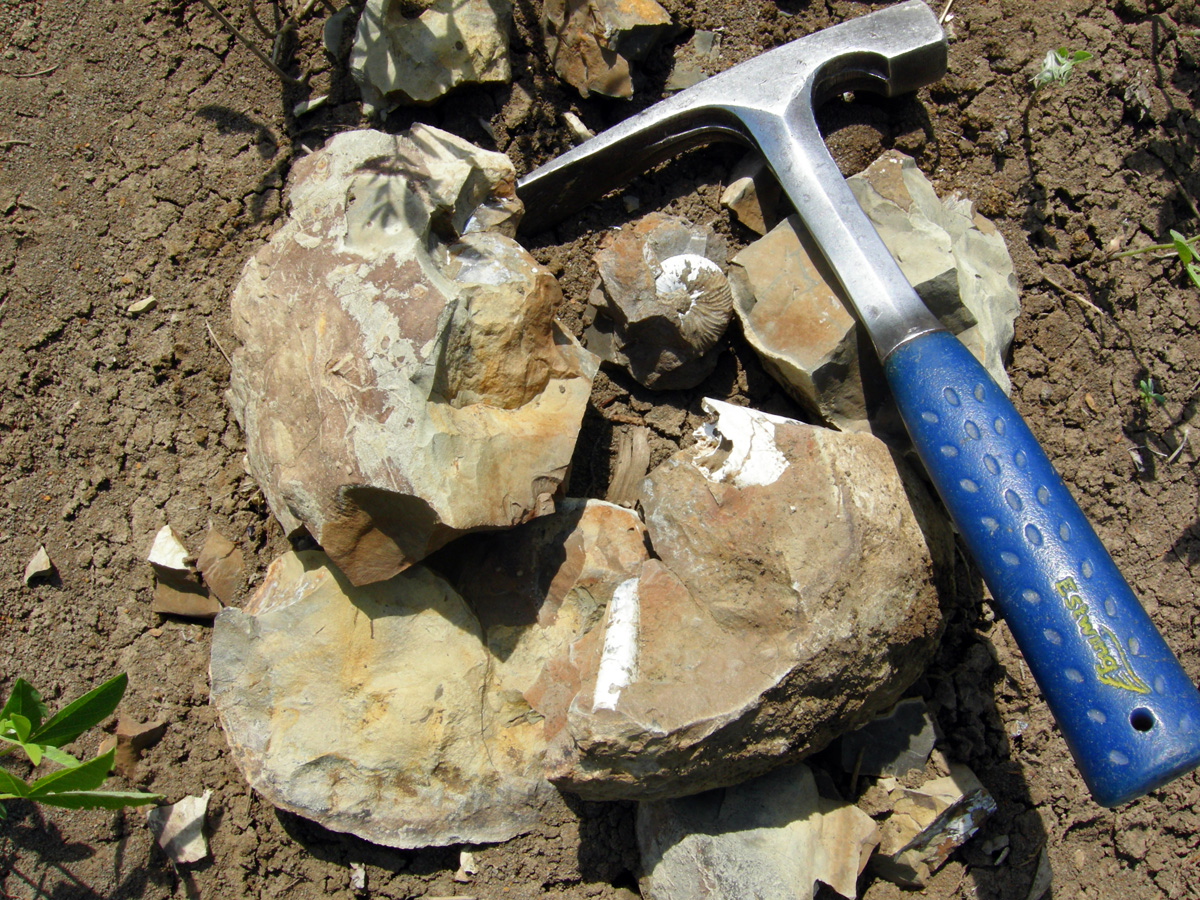
Martell de geòleg usat per trencar roques, també com a escala en fotografies.

Els martells de geòleg, igual que la majoria dels martells, tenen dues puntes. Normalment, l'eina consta d'una combinació d'una punta plana, amb l'altre punta que pot ser amb forma de cisell o amb forma de pic.
La punta amb forma de cisell, és útil per poder separar les capes de les roques, especialment les capes de les pissarres, l'eliminació de la vegetació i per fer alçaprem en les fissures obertes. L'extrem amb forma de pic.proporciona la màxima pressió, es prefereix sovint per a les roques més dures. El cap pla s'utilitza per donar un cop a la roca amb intenció de dividir-la, els espècimens o mostres es poden retallar per eliminar cantonades agudes o reduir-ne la grandària.
El pes d'aquests martells oscil·la entre 390 a 630 grams, característica que permet el seu fàcil transport i el mínim necessari per extreure mostres. Entre aquests es poden subdividir en:
- Martell lleuger: pes 397 grams, llarg 28 cm, cap polit amb un extrem en punta.
- Martell estàndard: pes 624 grams, llarg 33 cm, cap polit amb un extrem en punta.
- Martell de mànec allargat: pes 624 grams, llarg 40.5 cm, cap polit amb un extrem en punta.
- Martell amb extrem pla: pes 567 grams, llarg 28 cm cap polit.

## Construcció

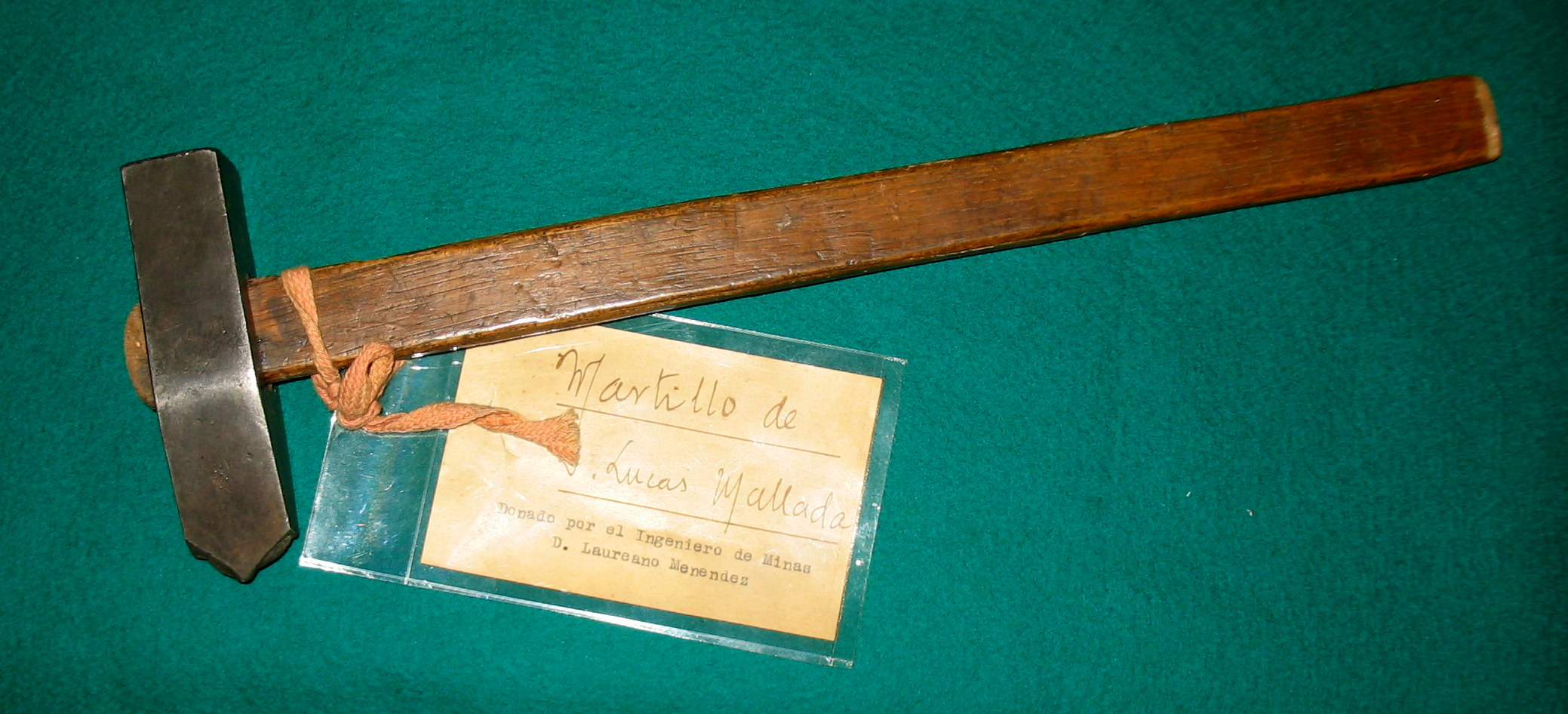
Martell de geòleg de Lucas Mallada (1841-1921) en la col·lecció del IGME.

Està fet d'una sola peça per evitar que es trenqui en copejar o es desmunti el cap, la seva empunyadura està fabricada amb un material de goma que dispersa l'energia evitant el dolor que produeixen les vibracions en copejar materials molt durs.